# Жозе Маріу Ваш
Жозе Маріу Ваш (порт. Jose Mario Vaz; 10 грудня 1957) — політичний і державний діяч Гвінеї-Бісау, президент країни червень 2014 — лютий 2020 (з невеликою перервою у червні 2019 року).

## Життєпис
Народився 10 грудня 1957 року у передмісті Кашеу Калеквуссе. Через свій вік не міг брати участі у визвольній боротьбі проти португальських колонізаторів.
Невдовзі після здобуття незалежності виїхав до колишньої метрополії вивчати економіку. 1982 року був стажистом у Лісабоні в Банку Португалії. Після повернення на батьківщину вступив до партії ПАІГК. 2004 року був обраний на посаду мера столиці, міста Бісау.
Після того як восени 2009 на посаду президента Гвінеї-Бісау повернувся Малам Бакай Санья він сформував новий уряд, де посаду міністра фінансів отримав Жозе Маріу Ваз. На самому початку 2012 року помер президент Санья, а у квітні в країні відбувся військовий переворот, Ваш був змушений тікати до Португалії. Повернувся на батьківщину тільки за рік та був на короткий час заарештований військовиками. Під тиском африканських країн військовики вирішили провести вибори.

### Президент
У першому турі виборів, у квітні 2014 року, він захопив лідерство та вийшов у другий тур разом зі ставлеником військових путчистів Нуну Гомесом Набіаном. У другому турі, що відбувся 18 травня, Ваш здобув понад 60 % голосів виборців. Спроби Набіана оскаржити результати успіху не мали, й 23 червня Ваш обійняв посаду голови держави.
За тиждень після складання присяги Жозе Марія Ваш призначив лідера партії ПАІГК (яка виграла парламентські вибори) Домінгуша Сімоеша Перейру новим головою уряду.

## Родина
Жозе Маріу Ваш одружений та має трьох дітей.